# DuckDuckGo Private Browser
DuckDuckGo Private Browser — бесплатный браузер, разработанный компанией DuckDuckGo. Это ориентированный на приватность браузер, который доступен для Android, iOS, macOS и Windows .
Браузер использует компонент WebView, предоставляемый операционной системой. Это означает, что движком браузера на Android и Windows является Blink, а на iOS и macOS — WebKit.

## Особенности
- Автоматически блокирует веб-трекеры и обновляет небезопасные HTTP-соединения до HTTPS, когда это возможно[6][7].
- Имеет особый «Duck Player», который позволяет пользователям смотреть видео на YouTube, не подвергаясь воздействию рекламы и отслеживающих файлов cookie[8].
- Имеет автоматический инструмент согласия на использование файлов cookie и поддерживает опцию глобального контроля конфиденциальности[9].
- В версии для Android есть функция под названием «Защита от отслеживания приложений» (англ. App Tracking Protection), которая при включении блокирует трекеры в других приложениях Android[10][11].

## История
DuckDuckGo Private Browser впервые был выпущен для Android и iOS в 2018 году. Поддержка настольных компьютеров началась в 2022 году с бета-версией для macOS. Бета-версия для Windows была выпущена в 2023 году.

### Разногласия
В мае 2022 года было обнаружено, что скрипты отслеживания продуктов Microsoft, таких как Bing и LinkedIn, не блокируются браузером. Основатель и генеральный директор DuckDuckGo объяснил это тем, что компания «в настоящее время ограничена контрактом с Microsoft» из-за использования Bing в качестве поставщика результатов поиска DuckDuckGo. Это означало, что браузер не мог блокировать скрипты Microsoft. Однако в августе 2022 года компания объявила, что заблокирует трекеры Microsoft в своих браузерах.